# Uttertjärnen (Hagfors socken, Värmland)
Uttertjärnen är en sjö i Hagfors kommun i Värmland och ingår i Göta älvs huvudavrinningsområde.